# Pieter Van Walleghem
Pieter Van Walleghem (Lichtervelde, 31 december 1697? - Brugge, 6 januari 1776) was een Zuid-Nederlands beeldhouwer, meer bepaald schrijnwerker of beeldsnijder, die hoofdzakelijk hout bewerkte.

## Levensloop
Hij was een zoon van Joos Van Walleghem en Isabella Rieman. Als jonge man kwam Pieter Van Walleghem in Brugge wonen en trouwde er in 1723 met Petronella De Keyser, met wie hij twee dochters kreeg. Na haar overlijden in 1729 hertrouwde hij met Maria Danckaert. Zijn dochter Joanna (°1725) trouwde met de bekende Brugse edelsmid Andries Petyt.
Hij kreeg zijn opleiding tot beeldhouwer waarschijnlijk van een weinig bekende beeldhouwer, de lekenbroeder bij de Brugse karmelieten Jacob De Coster. Hij werd lid van het ambacht van de schrijnwerkers en bekleedde verschillende functies in het ambachtsbestuur. Hij was driemaal deken van het ambacht.
Tegen het einde van zijn leven geraakte hij blijkbaar in geldnood en vrienden zorgden er voor dat hij van de stad Brugge de bediening van huisbewaarder van de stadshallen verkreeg.

## Werken
Het oeuvre van Pieter Van Walleghem bestaat hoofdzakelijk uit gebeeldhouwd kerkmeubilair en religieus werk in hout, meestal in rococostijl. Werk van hem (o.m. preekstoelen, biechtstoelen, communiebanken, altaren en muurbekleding) is onder meer te vinden in de volgende bidplaatsen:
- Sint-Godelieveabdij, Brugge
- Hof van Pittem, Brugge
- Onze-Lieve-Vrouwekerk, Brugge (aandeel in preekstoel)
- Sint-Jakobskerk, Lichtervelde (communiebank)
- Sint-Jan-de-Doperkerk, Kachtem (altaar)
- Sint-Eligiuskerk, Ruddervoorde (Christusbeeld)
- Sint-Amanduskerk, Wingene (communiebank)
- Onze-Lieve-Vrouwekerk, Voormezele (altaar)
- Sint-Martinuskerk, Sijsele (reliekhouder met borstbeeld van Sint Maarten)
- Sint-Pietersbandenkerk, Oostkamp (kandelaars, vier beelden van kerkvaders)
- Onze-Lieve-Vrouwekerk, Pittem
- Onze-Lieve-Vrouwekerk, Veldegem (beeld van "het Geloof", preekstoel)
- Sint-Maartenskerk, Koolskamp (communiebank)
- Sinrt-Amanduskerk, Hooglede (communiebank)
- Sint-Rikierskerk, Bredene (koorbanken)
- Sint-Margaretakerk, Knokke (houten kandelaars)
- Sint-Jacobskerk, Hoeke (communiebank)
- Sint-Niklaaskerk, Westkapelle (draaitabernakel)
- Sint-Pietersbandenkerk, Dudzele (beeld van de heilige Leonard)
- Sint-Margaretakerk, Sint-Margriete[2] (beeld van Sint-Margareta)
- Sint Petrus- en Pauluskerk, Middelburg (communiebank)
- Sint-Bartholomeuskerk, Nieuwmunster (preekstoel)
- Sint-Jacobskerk, Gits (communiebank)

## Voetnoten
1. ↑   Jean Luc Meulemeester denkt nochtans dat de geboorte eerder in 1698 plaats vond, terwijl Vromman eerder 1695 voorstelt.
2. ↑  Parochiekerk Sint-Margareta. inventaris.onroerenderfgoed.be. Geraadpleegd op 8 juni 2022.